# Bad Godesberg
Bad Godesberg è un distretto urbano (Stadtbezirk) di Bonn, fino al 1969 città indipendente. Dal 1949 al 1990, quando Bonn era la capitale della Germania Ovest, la gran parte delle ambasciate estere in Germania si trovava a Bad Godesberg. Alcuni edifici sono ancora utilizzati come sede distaccata delle ambasciate o come consolato.

## Storia
- 722: prima traccia storica della città, che si trova vicino ad una montagna (Godesberg) consacrata al dio Odino dall'antica tribù germanica degli Ubi
- 15 ottobre 1210: l'arcivescovo di Colonia Dietrich I pone la prima pietra del castello Godesburg
- 17 dicembre 1583: il castello Godesburg viene distrutto dopo che l'arcivescovo Gebhard Truchsess von Waldburg-Zeil vi si nasconde a seguito della sua conversione al Protestantesimo
- 1792: Godesberg diventa un centro termale
- 1925: Godesberg ottiene di chiamarsi Bad Godesberg, utilizzando il termine tedesco per terme
- 1935: Bad Godesberg ottiene lo status di città
- 23 settembre 1938: si tiene a Bad Godesberg il Convegno di Bad Godesberg, secondo incontro (dopo quello di Berchtesgaden) fra Adolf Hitler e Neville Chamberlain, che avrebbe dovuto risolvere la questione dei Sudeti e che invece, di fronte alle pretese di Hitler, porta l'Europa ad un passo dalla guerra. La questione sarà poi regolata dalla Conferenza di Monaco, che porrà le basi per l'annessione del territorio cecoslovacco a maggioranza tedesca dei Sudeti alla Germania
- 1959: il Partito Socialdemocratico di Germania (SPD) tiene un congresso a Bad Godesberg e qui definisce una nuova piattaforma programmatica, il programma di Bad Godesberg. È la non esclusività, come riferimento ideale del marxismo e l'accettazione, pur con varie distinzioni, dell'economia di mercato
- 1969: Bad Godesberg viene incorporata nella città di Bonn, della quale è considerata uno dei quartieri più ricchi

## Geografia antropica

### Suddivisioni amministrative
Il distretto di Bad Godesberg è diviso in 13 quartieri (Ortsteil):
- Alt-Godesberg
- Friesdorf
- Godesberg-Nord
- Godesberg-Villenviertel
- Heiderhof
- Hochkreuz
- Lannesdorf
- Mehlem
- Muffendorf
- Pennenfeld
- Plittersdorf
- Rüngsdorf
- Schweinheim

## Amministrazione

### Gemellaggi
- Saint-Cloud, Francia, dal 1957
- Frascati, Italia, dal 1960
- Windsor e Maidenhead, Inghilterra, Regno Unito, dal 1960
- Distretto di Steglitz-Zehlendorf di Berlino, Germania, dal 1962
- Courtrai, Belgio, dal 1964
- Yalova, Turchia, dal 1969